# Krymczacy
Krymczacy (jud.–tat. кърымчахлар), Jahudiler (jud.–tat. еудилер) – autochtoniczny lud turecki zamieszkujący Półwysep Krymski. Populacja liczy ok. 1 200–1 500 osób (2008). Wyznawcy judaizmu rabinicznego, używający języka krymczackiego (judeo-tatarskiego).

## Historia
Powstanie narodu Krymczaków nastąpiło na przełomie VII i VIII wieku. Wywodzą się oni ze środowisk żydowskiej diaspory zamieszkującej Krym oraz z ludów żyjących nad Morzem Czarnym, które przyjęły judaizm (np. Chazarowie). Od XIII wieku ulegali silnej tataryzacji, zachowali jednak własną religię i nazywani byli dla odróżnienia od Karaimów Żydami z pejsami.
W okresie Chanatu krymskiego należeli do najuboższej warstwy społecznej, trudnili się głównie rzemiosłem i rolnictwem. Ich największe skupisko znajdowało się w Biełogorsku (Karasu Bazar). Po upadku chanatu na Krymie w 1783 roku w Cesarstwie Rosyjskim ze względu na wyznawany judaizm rabiniczny, traktowani byli jako Żydzi, przez co spotykały ich prześladowania i zakazy prawne. Po złagodzeniu restrykcji i napływie na Krym w XIX wieku osadników żydowskich z innych części Rosji znaleźli się w mniejszości. Byli wypierani z synagog, opuszczali swoje dotychczasowe siedziby. Zaczęli się izolować od nowo przybyłych współwyznawców. Wzrosło wśród nich poczucie odrębności kulturowej, czego skutkiem było potwierdzenie administracyjnie ich narodowości w 1859 roku.
Po I wojnie światowej zaczęli zatracać swą narodową tożsamość, a wielu z nich opuściło Krym dobrowolnie lub pod przymusem władz Związku Radzieckiego. W latach 30. XX wieku powtórnie potraktowani jako Żydzi, stali się ofiarami stalinowskiego eksperymentu mającego na celu utworzenie na Syberii Żydowskiego Obwodu Autonomicznego. Masowo zaczęto ich przesiedlać i zmuszono do używania cyrylicy w miejsce alfabetu hebrajskiego.
Podczas okupacji niemieckiej Krymu w czasie II wojny światowej mieszkający tam Krymczacy jako wyznawcy judaizmu padli ofiarą eksterminacji ludności żydowskiej. Zginęło ich wóczas około 5,5–6 tys., tj. ok. 70% populacji tego narodu. Po II wojnie światowej w Związku Radzieckim starano się ich wynarodowić. Nie pozwalano podawać narodowości Krymczak w dokumentach, nie wydawano zezwolenia na otworzenie domów modlitwy, proponując uczęszczanie do świątyń razem z Żydami. W latach 70. XX wieku ich liczebność wzrosła z 1790 osób w 1970 r. do 3000 w roku 1979 r. Wielu Krymczaków zatraciło swoją tożsamość z powodu wyjazdów za granicę, głównie do USA i Izraela, a także z powodu rusyfikacji.
Po 1989 roku nastąpiło ożywienie kulturalne wśród Krymczaków i walka o tożsamość narodową. Nie jest to jednak łatwe, gdyż młode pokolenie w większości jest silnie zasymilowane z ludnością rosyjskojęzyczną. Problemem jest też zanik znajomości języka krymczackiego. Społeczności Krymczaków mieszkają głównie na Ukrainie w krymskich miastach: Sewastopolu, Kerczu, Teodozji, Krasnoperekopsku, Ałuszcie, Eupatorii. Pozostałe niewielkie wspólnoty natomiast w Federacji Rosyjskiej i w Uzbekistanie.
11 grudnia Krymczacy obchodzą święto T’kun. Jest to dzień żałoby i pamięci o tragedii ich narodu, jaka miała miejsce na Krymie podczas II wojny światowej.
Krymczakiem z pochodzenia jest amerykański reżyser i scenarzysta filmów animowanych Ralph Bakshi.